# Histoire belge
Ne doit pas être confondu avec l'histoire de la Belgique.
Sous le nom d’histoire belge, on désigne un type français d'histoires humoristiques se moquant des Belges, lesquelles histoires mettent généralement en scène un personnage prétendument belge qui se singularise par sa stupidité, son absence de raison, ou encore un comportement absurde voire inquiétant né souvent de jeux de mots pris à la lettre.

## Principe
Les blagues belges sont basées sur le principe que celui qui énonce et celui qui écoute la blague savent que « Belge » signifie à peu de chose près « imbécile ». Les « histoires belges » sont donc apparentées aux « histoires de fous ».
En France comme ailleurs, la plupart des « histoires belges » sont utilisables en remplaçant « un Belge » par « une blonde » (voir stéréotype de la blonde).

### Autres humours de stéréotypes
Des histoires véhiculant des stéréotypes culturels de ce type, racontées par les ressortissants d'un pays au détriment de leurs voisins immédiats, ne sont ni uniques, ni récentes : le Philogelos (recueil grec d'histoires drôles du IIIe siècle) contient ainsi une soixantaine de plaisanteries assimilables aux « histoires belges », mais qui mettent en scène les habitants de Cymé, en Asie Mineure, ou d'Abdère, en Thrace, considérés comme stupides.
Au Canada on trouve sur ce même modèle les blagues newfie.
Les Français ne sont pas les seuls à avoir choisi la Belgique comme cible de ce genre d'humour : les mêmes histoires sont racontées aux Pays-Bas, révélant, selon l'ethnologue Thomas Beaufils, « un malaise de part et d'autre des frontières, malaise apaisé par l'humour. »
Le choix d'un peuple pour ce type de plaisanteries ne signifie donc pas qu'il existe un stéréotype universel sur ce peuple, mais simplement qu'il est la cible privilégiée pour un autre.
Ce type d'humour est différent des plaisanteries reposant sur des clichés associés à une population en particulier. Par exemple les plaisanteries sur les Juifs, qu'elles soient affectueuses (y compris venant des Juifs eux-mêmes) ou hostiles, reposent sur l'utilisation de stéréotypes spécifiques pour cette catégorie (leur supposée cupidité, la relation mère-fils…)opinion personnelle

## Historique
Popularisées en France par Coluche dans les années 1980, leur origine pourrait être à rechercher dans les histoires drôles que les Wallons racontaient au détriment des Flamands dans les années 1950, ou encore s'inscrire dans le contexte de l'émigration belge vers le Nord de la France à la fin du XIXe siècle : les tensions sociales nées de la confrontation entre les ouvriers français et les ouvriers belges se seraient traduites par l'apparition et la diffusion de ces histoires tendant à dévaloriser ces derniers.
Ces histoires ne sont pas toujours du goût des Belges. Ainsi, Pol Bury, artiste et pataphysicien, reprocha à Coluche son « poujadisme de music-hall » pour sa propension à diffuser ce type d'histoires, qu'il rapprochait des histoires antisémites que l'on racontait en France avant-guerre sur les Juifs, ainsi que des plaisanteries racistes sur les Arabes.